# Alfaro Vive, ¡Carajo!
Alfaro Vive, ¡Carajo! (AVC) war eine marxistisch orientierte linksextreme Stadtguerilla in Ecuador, die von 1983 bis 1988 aktiv war und sich 1991 endgültig vom bewaffneten Kampf distanzierte. Seit 2005 besteht sie als politische Splittergruppe weiter. Politisch definiert sich AVC über den radikalen Liberalismus Eloy Alfaros.
Sie begriff sich in erster Linie als Widerstand gegen die konservative Regierung von León Febres Cordero, die die Stadtguerilleros mit Folter und Mord verfolgte. Dieses Kapitel der Geschichte Ecuadors wird (Stand 2009) durch eine Untersuchungskommission bearbeitet, die Rafael Correa eingesetzt hat.
Neben der weltpolitischen Situation dieser Zeit spielten insbesondere die Solidarität mit Nicaragua und die Enttäuschung über das schnelle Ende der linksgerichteten Regierung von Jaime Roldós, der 1981 bei einem Flugzeugabsturz ums Leben kam, eine Rolle für AVC.
Das Ziel der AVC war es, eine landesweite Guerillabewegung zu starten, wofür sie durch Banküberfälle und Entführungen Geld sammelte und die Bevölkerung durch spektakuläre Aktionen und Verteilungsinitiativen agitierte. Sie arbeiteten mit der kolumbianischen Guerilla M-19, der peruanischen Guerilla Movimiento Revolucionario Túpac Amaru und anderen revolutionären Untergrundorganisationen zusammen.

## Dokumentarfilm
- Dávalos, Isabel: Alfaro Vive Carajo!, "Del sueño al caos".